# Vavro Šrobár
Vavrinec Ján "Vavro" Šrobár (Lisková, 9 agosto 1867 – Olomouc, 6 dicembre 1950) è stato un politico slovacco, primo ministro della Slovacchia dal 4 al 14 novembre 1918, quando venne adottata la costituzione della Cecoslovacchia.
Dal 1935 fu professore. Fu presidente della Matica slovenská dal 1919 alla morte. Sostenne il cecoslovacchismo.
Adottò gli pseudonimi di Andrej Bielik, Ján Dvorský, Očitý svedok, Pozorovateľ, Slovenský buditeľ, Vavro Lieskovan, V. Lieskovan.

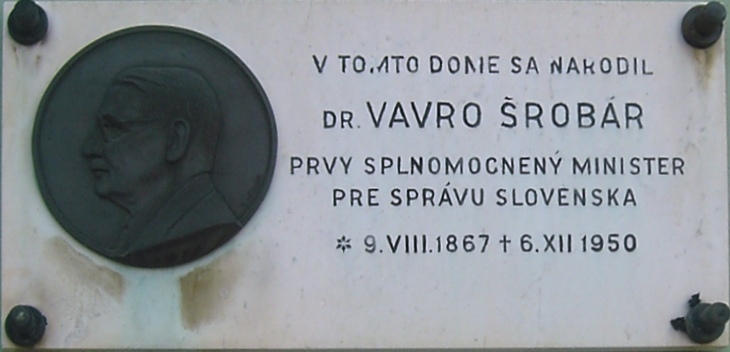
Targa commemorativa sulla casa natale di Vavro Šrobár a Lisková.

## Biografia
Era figlio di Štefan Šrobár e di sua moglie Mária Šeferová-Dvorská, che avevano altri undici figli. Da ragazzo dotato si mise in luce presso gli insegnanti e il padre accettò che il figlio proseguisse gli studi. Poté così frequentare i ginnasi di Ružomberok, di Levoča e di Banská Bystrica (1883-1886). Prima della maturità fu però espulso da tutte le scuole del Regno d'Ungheria perché sosteneva il panslavismo. Conseguì la maturità al ginnasio di Přerov in Moravia nel 1888.
Dopo la maturità si iscrisse alla facoltà di medicina dell'Università Carolina di Praga (1888-1898), ove collaborò all'attività del circolo slovacco Detvan, divenendo un leader della sua generazione. Divenne in seguito primario del reparto di medicina interna dell'ospedale militare centrale dell'Insurrezione nazionale slovacca di Ružomberok.
Sotto l'influsso delle idee di Tomáš Garrigue Masaryk, ne divenne seguace.
La sua vita è raccontata nel film biografico Vavro Šrobár del regista Fedor Bartko (1997).

### Il giornaleHlas
Nel 1898 in collaborazione con Pavel Blaho incominciò a pubblicare il giornale Hlas. In seguito a divergenze con lo stesso Pavel Blaho, rimase l'unico redattore nelle ultime due annate del giornale, che uscì fino al 1904.
I suoi articoli erano fortemente critici e pungenti sia contro la politica del Regno d'Ungheria sia contro il Partito Nazionale Slovacco e la sua dirigenza di Martin.
Dopo 11 anni di studio a Praga tornò a Ružomberok e aprì un ambulatorio medico, che con alcune interruzioni mantenne fino al 1918.

### Elezioni alla Dieta ungherese (1906)
Nel 1906 si candidò alla Dieta del Regno d'Ungheria come deputato del collegio di Ružomberok. Il suo maggior sostenitore fu Andrej Hlinka, ma ricevette il supporto anche del deputato František Jehlička. Le elezioni lo videro perdente. Hlinka e Šrobár, insieme ad alcuni dei sostenitori più attivi, affrontarono accuse di istigazione contro la nazionalità ungherese. Il processo contro Hlinka e il suo circolo si svolse a Ružomberok dal 26 novembre al 6 dicembre 1906: Hlinka fu condannato a due anni di prigione di stato, Šrobár a un anno e altri a pene più brevi.
Dopo aver scontato la condanna a Seghedino, Šrobár tornò a Ružomberok. Dopo lo scoppio della prima guerra mondiale collaborò attivamente con i patrioti cechi.
Nel maggio del 1917 viaggiò via Budapest a Vienna e a Praga, dove sostenne tramite colloqui con Antonín Švehla e altri rappresentanti l'inclusione della Slovacchia nella dichiarazione costituzionale dei deputati cechi che era già stata redatta. A Praga, aderì alle cosiddette "Feste teatrali", tenute sotto la presidenza di Karel Kramář. Nel viaggio di ritorno incontrò  a Vienna Kornel Stodola e a Budapest Emil Stodola.
In questo periodo Šrobár dimostra sentimenti antisemiti, che descriverà nel libro di memorie Pamäti z vojny a väzenia ("Memorie di guerra e di prigionia"): in particolare si lamentava della presenza a suo dire eccessiva degli ebrei fra il personale degli ospedali e in tutta la pubblica amministrazione, concludendo che "non c'è da stupirsi della contrarietà dei cristiani e che si dica che la guerra sia servita solo ad arricchire gli ebrei e a cacciare i cristiani da tutti i posti".

### Il 1º maggio 1918 a Liptovský Mikuláš
La sua attività politica culminò negli ultimi mesi della guerra in un periodo di crescenti richieste di azioni estere cecoslovacche (Štefánik, Masaryk) per avere segnali provenienti dalla Slovacchia, che potesser legittimare i loro sforzi per riunire la Slovacchia nella futura Cecoslovacchia. Šrobár il 1º maggio 1918 intervenne alla manifestazione socialdemocratica di Liptovský Mikuláš per chiedere "il diritto all'autodeterminazione per la parte del Regno d'Ungheria della stirpe cecoslovacca". Non è chiaro se la dichiarazione sia stata pronunciata direttamente davanti all'Assemblea, oppure se Šrobár l'abbia aggiunta al testo della risoluzione che egli inviò ai quotidiani cechi. Nel manoscritto originale di Šrobár è scritto "per la parte del Regno d'Ungheria della stirpe slovacca", e con un debole segno di matita è aggiunta prima "slovacca" la parola "ceco". I quotidiani nazionali pubblicarono la risoluzione il 4 maggio 1918, solo Jozef Škultéty si rifiutò di pubblicare il termine incriminato e riportò il termine "slovacchi" e in una nota spiegò: "nella risoluzione adottata questa denominazione è indicata diversamente." Il giornale "Slovenský denník" di Milan Hodža introdusse la formulazione "la nazione slovacca" e i giornali cechi scrissero il "popolo cecoslovacco".
Le autorità ungheresi sulla base delle notizie della stampa estera iniziarono un'inchiesta il 29 giugno 1918 e il 14 agosto internarono Šrobár a Cegléd, ove come medico visitò i prigionieri di guerra jugoslavi.
Dopo un mese chiese un congedo e non tornò più nel campo di internamento, giunse a invece a Praga il mattino del 28 ottobre 1918 dove fu l'unico slovacco a presenziare alla dichiarazione d'indipendenza della Cecoslovacchia. Divenne membro dell'Assemblea nazionale rivoluzionaria di Praga e in seguito per sua iniziativa i deputati slovacchi furono cooptati nel "Club slovacco".

### Ministro plenipotenziario per l'amministrazione della Slovacchia
Come Ministro plenipotenziario per l'amministrazione della Slovacchia fu inviato in Slovacchia, dove passo dopo passo a Skalica, a Žilina e a Bratislava insieme a un suo "governo" organizzò l'amministrazione del nuovo stato. Affrontò in questo periodo momenti difficili, come il fiasco per le celebrazioni dell'insediamento del governo slovacco a Bratislava. Fu uno dei primi a prendere ostaggi tra la popolazione civile come mezzo di pacificazione degli oppositori del nuovo stato cecoslovacco.
(Dr. Vavro Šrobár, Čo znamenal vpád Bélu Kuna pre nás a pre Maďarov, in: Vpád maďarských boľševikov na Slovensko v roku 1919 Ed. A. Pogorielov a J. Zimák (G. A. Bežo Trnava 1936) pp. 7-9)

### Il periodo fra le due guerre
Dal 1921 al 1922 fu ministro dell'istruzione, dal 1922 fino alla pensione fu insegnante alla facoltà di medicina dell'Università Comenio di Bratislava, ove ottenne nel 1935 il titolo di professore.
Nel 1930, nel tentativo di risolvere i suoi problemi economici, con l'avvocato di Bratislava Gabriel Kuchta decise di acquistare a Vienna una raccolta di 180 opere di antichi maestri con la speranza di rivenderli con grande profitto. I 3,25 milioni di corone impiegati per l'acquisto provenivano da prestiti privati. La raccolta fu portata nei Paesi Bassi, in parte fu venduta a Roma e a Londra. Tuttavia sorsero dubbi sull'autenticità dei quadri e i nuovi proprietari pretesero di rendere le opere. Šrobár, quando si accorse che rischiava di diventare vittima di una frode, sotto la pressione dei creditori cercò invano di vendere le opere a istituzioni statale cecoslovacche. In quel frangente, la cancelleria del presidente scrisse per Masaryk una nota, che recita:
(Jaroslava Roguľová, "Zberateľská vášen" Vavra Šrobára, in: História č. 3/2001 p. 26)
Masaryk infine, per mantenere segreta la vicenda intervenne su Živnobanka, presso l'industria dei distillati e altrove, e nell'interesse di risolvere la questione offrì anche un milione di corone del suo fondo presidenziale.
Dal 1925 al 1935 fu senatore all'Assemblea nazionale per conto del Partito agrario. A poco a poco i suoi rapporti con Andrej Hlinka e Milan Hodža peggiorarono e quando il partito gli rifiutò la candidatura alle elezioni, si ritirò a Trenčianske Teplice e nel 1937 andò in pensione.
Durante la Prima repubblica slovacca fu coinvolto nell'attività dei gruppi di opposizione, per cospirazione fu confinato a Donovaly, dove incontrò l'Insurrezione nazionale slovacca.

### Presidente del Consiglio nazionale slovacco insurrezionale
Šrobár non aveva esperienza dello stile politico e dei mezzi utilizzati dai leader comunisti Karol Šmidke, Gustáv Husák, Rudolf Slánský e l'anziano uomo politico divenne solo un burattino nelle loro mani. Insieme con Karol Šmidke fu copresidente del Consiglio nazionale slovacco insurrezionale e fu anche un membro della delegazione del Consiglio nazionale slovacco che volò a Mosca per colloqui sul futuro governo. Nonostante il suo convinto cecoslovacchismo, adottò il motto "uguale con il suo uguale", promosso dalla rappresentanza slovacca nei confronti di Edvard Beneš. Ha anche presieduto una seduta celebrativa del governo a Košice, in cui fu proclamato il programma del governo di Košice.

### Il secondo dopoguerra, ministro del governo Gottwald
Dal 1945 al 1946 ricoprì il posto di ministro delle finanze come esponente del Partito democratico, ma nel 1946 fu espulso dal partito e fondò allora il Partito della libertà e nel febbraio del 1948 all'ottantunenne Vavro Šrobár fu offerto un posto di ministro nel governo di Klement Gottwald. Sulle circostanze della sua nomina scrive Ladislav Holdoš nelle sue memorie:
(Svědek Husákova procesu vypovídá. S Ladislavem Holdośem hovořil Karel Bartošek, Naše Vojsko Praha 1991, p. 98)
Šrobár rimase ministro per l'unificazione delle leggi fino alla sua morte, che avvenne il 6 dicembre 1950, quando a Olomouc fu operato per un tumore maligno. Fu sepolto con tutti gli onori di Stato al cimitero di Sant'Andrea di Bratislava.

## Opere
Fu autore di memorie, racconti, di un romanzo, di articoli politici e di articoli scientifici in campo medico.
- Dedinské rozprávky ("Fiabe del villaggio"), Trnava, 1890
- Čas. přísp.: Naše snahy, Hlas 1898
- Maďarizácia ("La magiarizzazione"), Hlas 1900
- O československej vzájomnosti ("Sulla reciprocità cecoslovacca"), Prúdy 1901
- Vzájomnosť československá ("Reciprocità cecoslovacca"), Hlas 1902
- Ľudová zdravoveda ("Istruzione sanitaria popolare"), Martin, 1909
- Viera a veda ("Fede e scienza"), Prúdy 1913
- Vláda ľudu v demokracii ("Il governo del popolo in democrazia"), 1919
- Boj o nový život ("Battaglia per una nuova vita"), Ružomberok, 1920
- Pamäti z vojny a väzenia ("Memorie di guerra e di prigionia"), Praha, 1922
- Osvobodené Slovensko ("La Slovacchia liberata") (Čin Praha 1928)
- Z môjho života ("Dalla mia vita"), Praha, 1946